# Situationskreis
Der Situationskreis ist eine konsequent fortentwickelte kybernetische Modellvorstellung, die sich aus den einfacheren Modellen des Funktionskreises und der psychophysischen Korrelation herleitet bzw. sich hieraus mit einer gewissen inneren Logik und Analogie ergibt. Sie wurde zuerst 1986 von Thure von Uexküll beschrieben und stellt die 3. Stufe der emergenten Systeme des spezifisch menschlichen Organismus dar. Thure von Uexküll nannte sie die Stufe des Humanen. Neu an diesem Modell, das sich vor allem erfolgreich auf die Arzt-Patient-Beziehung in psychotherapeutischen Situationen praktisch anwenden lässt, sind die Begriffe der Bedeutungsunterstellung, der Bedeutungserprobung (Probehandeln) und zuletzt der Bedeutungserteilung.

## Die emergenten Systeme

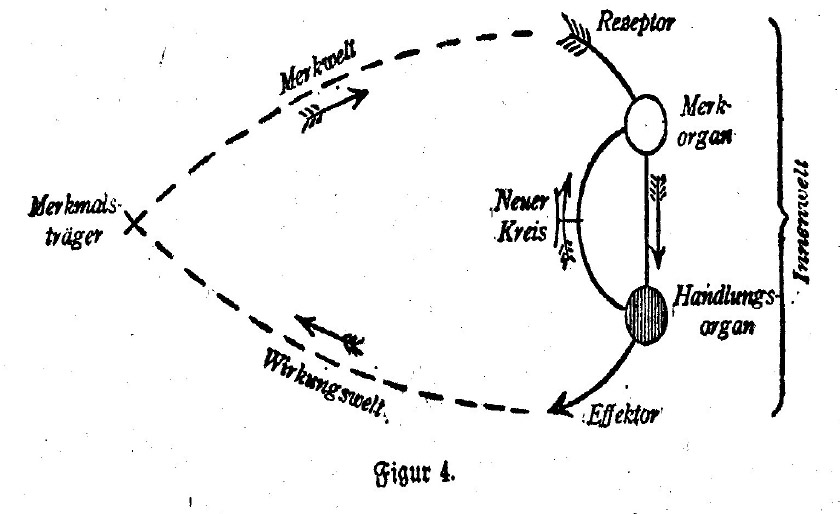
Original-Abbildung aus Jakob Johann von Uexküll: Theoretische Biologie. 1. Auflage. 1920. Der Situationskreis ist prinzipiell als „Neuer Kreis“ im größeren Kreis der Wirkungs- und Merkwelt darstellbar. Dieser regelt nach moderneren neuronal-kybernetischen Vorstellungen der Lerntheorie die Synapsengewichtung des „Handlungsorgans“ (des Ichs)

Der Situationskreis als Modell baut auf dem des Funktionskreises auf, ähnlich wie das Modell des Funktionskreises auf dem des Reflexbogens. Bei allen diesen „Kreismodellen“ handelt es sich um neuronale Erregungskreise. Während der Reflexbogen meist einen neuronalen Erregungskreis innerhalb des Organismus darstellt (histotrope Abläufe), auf der Ebene des Rückenmarks – also durch Verknüpfung von Nervenimpulsen zwischen einzelnen Nervenzellen –, handelt es sich bei dem Funktionskreis um einen Erregungskreis, der die „Wohnhülle“ (Umgebung) etwa bei Pflanzen mit einschließt. Beide Erregungskreise können als vegetativer Regelkreis aufgefasst werden, siehe auch → Vegetatives Nervensystem. Bei der psychophysischen Korrelation erfolgt eine zentrale Abstimmung zwischen verschiedenen körperlichen Rückkopplungen in bestimmten Hirnzentren, die man als bewusstseinsfähig und daher als „animalisch“ (d. h. als „beseelt“) bezeichnen kann, siehe auch → Animalisches Nervensystem. Beim Situationskreis geht es um Fragen der Bedeutungsfindung, also um ganz bestimmte logische Operationen, die an bestimmte Begriffe gebunden sind.
Der Sinn dieser einander ähnlichen Theorien liegt darin begründet, dass komplexe menschliche Handlungen nicht reduktionistisch auf einfache, aus der Technik und aus der Physik stammende Modelle zurückgeführt werden müssen, sondern mit ihnen nur indirekt in Zusammenhang stehend dargestellt werden. Es entsteht sozusagen ein sich spiralförmig erweiternder Zusammenhang zwischen konkreten Details auf der biologischen Ebene mit denen auf der psychischen und sozialen Ebene (bio-psycho-soziales Modell). Der Situationskreis ist daher wichtig bei allen Aktivitäten, die mit Sprache verknüpft sind. In therapeutischer Hinsicht wird so die Rolle verbaler Therapieformen bekräftigt und verdeutlicht. Das bio-psycho-soziale Krankheitsmodell wurde von der WHO übernommen. Der Situationskreis ist u. a. wichtig bei Fragen der Psychoimmunologie.
Die 3 emergenten Stufen sind:
- Regelkreis, psychophysische Korrelation = vegetative Stufe (Koordinierte Abläufe innerhalb eines Organismus durch feste Kopplungen)
- psychophysische Korrelation, Funktionskreis  = animalische Stufe (Abläufe unter Einbeziehung von Informationen der Außenwelt und unter fester Rückkopplung der inneren Reaktionsbereitschaft)
- Situationskreis = humane Stufe (soziale bzw. verbale Formen der Kommunikation unter Einbeziehung von Informationen der Außenwelt und unter Veränderung der inneren Reaktionsbereitschaft)

Anmerkung zum animalischen System: Das animalische System steht sowohl mit dem vegatativen (somatischen) System in Verbindung als auch mit den Aufgaben der Wahrnehmung von „Merkmalen“ der Außenwelt und tritt daher auch auf beiden Stufen der Emergenz auf, d. h. sowohl auf der vegetativen Stufe wie auch auf der animalischen Stufe.

### Zitat
»Der Situationskreis unterscheidet sich von dem Funktionskreis durch eine obligatorische Zwischenschaltung der Vorstellung, in der Programme für Bedeutungserteilung („Merken“) und Bedeutungsverwertung („Wirken“) zunächst probeweise als Bedeutungsunterstellung und Bedeutungserprobung durchgespielt werden können, ehe das Ich sie für die Sensomotorik freigibt.«

## Probehandeln
Der Begriff des Probehandelns geht auf eine 1911 erschienene Arbeit Freuds zurück. Darin schreibt er:
 »Die (unter dem Druck der Realität) notwendig gewordene Aufhaltung der motorischen Abfuhr (des Handelns) wurde durch den Denkprozeß besorgt, welcher sich aus dem Vorstellen herausbildete. Das Denken wurde mit Eigenschaften ausgestattet, welche dem seelischen Apparat das Ertragen der erhöhten Reizspannung während des Aufschubs der Abfuhr ermöglichten. Es ist im wesentlichen ein Probehandeln mit Verschiebung kleiner Besetzungsquantitäten unter geringer Verausgabung (Abfuhr) derselben.«
Stehen in einer bestimmten Situation weder instinktmäßige noch erlernte Verhaltensweisen für eine ganz bestimmte Handlung zur Verfügung, so entscheidet sich der Mensch für eine ihm nicht geläufige Handlung auf dem Umweg des Nachdenkens.